# 王新亭
王新亭（おう しんてい、簡体字：王新亭、1908年12月23日 - 1984年12月11日）は、中華人民共和国の軍人。中国人民解放軍の創設者であった。

## 略歴
1908年12月23日に清の湖北省孝感県にて、貧農の家庭に誕生した。青年時代に農民革命運動に身を投じ、1930年4月に中国工農紅軍に参加し、同年9月に中国共産党に入党する。
紅4方面軍の政治部主任、軍政治部主任、紅軍大学政治部主任、方面軍政治部組織部部長などを歴任し、鄂豫皖地区の反「囲剿」闘争、川陝革命根据地の開設、1935年5月に長征に参加した。王新亭は毛沢東の方針を支持し、張国燾に対して積極的に闘争した。
1937年7月に始まった日中戦争の時は八路軍第129師政治部組織部部長、1938年1月に第386旅政治委員となり、太岳軍区政治部主任、副政治委員、政治委員、司令員、晋冀魯豫軍区政治部副主任などを歴任した。王新亭は陳賡と共に神頭嶺・響堂鋪・香城固などの戦闘を指揮し、太行・冀南・太岳などの抗日根据地の開設に貢献した。
1947年7月に晋冀魯豫軍区第8縦隊司令員兼政治委員、1949年2月に第60軍軍長兼政治委員、第18兵団第一副司令員兼副政治委員となる。王新亭は徐向前の指導の下で同蒲鉄道沿線を転戦し、運城・臨汾・晋中などの戦役に参加して他部隊と共に太原を占領して山西領内の敵を撃滅した。事後は西北と西南に進軍し、扶眉・秦嶺戦役・成都会戦に参加した。
1949年10月の中華人民共和国の建国後、鄧小平と賀竜の下で西南軍区政治部副主任、副政治委員兼政治部主任を務めた。1955年3月に済南軍区司令員代理兼第二政治委員となり、同年に上将の階級を授与された。1963年9月から1972年11月まで中国人民解放軍副総参謀長、党中央軍事委員会副秘書長を務め、前後して葉剣英の下で軍事科学院副政治委員兼政治部主任、政治委員、1975年8月に顧問を務めた。
1984年12月11日に北京市にて、75歳で死去した。

## その他の職歴
- 党の八大代表
- 第9回中央委員
- 第1回・第2回・第3回全国人民代表大会代表
- 第5回全国政協常務委員
- 第1回・第2回・第3回国防委員会委員。